# Ludovic Roux
Ludovic Roux (n. 4 aprilie 1979, Sallanches, Rhône-Alpes, Franța) este un sportiv ce a reprezentat Franța, medaliat olimpic. A participat la 3 ediții ale Jocurilor Olimpice (1998, 2002, 2006) în care a câștigat o medalie de bronz.